# Хиломикрон
Хиломикрони су липопротеинске партикуле које производе ћелије епитела танког црева кичмењака. По величини (до 100 nm) спадају у најмање липопротеинске партикуле. У свом саставу имају триацил-глицериде, холестерол, фосфолипиде и аполипопротеине. Триглицериди се синтетишу у епителијалним ћелијама танког црева, које су из цревног лумена микровилима преузеле масне киселине и моноацил-глицериде. Хиломикрони се транспортују лимфним системом, или супсендовани у крвној плазми, до јетре.